# 勒兰西
勒兰西（法語：Le Raincy，法語發音：[lə ʁɛ̃si] ⓘ），法国中北部城市，法兰西岛大区塞纳-圣但尼省的一个市镇，同时也是该省的一个副省会，下辖勒兰西区，其市镇面积为2.24平方公里，2022年1月1日时人口数量为14,778人，在法国城市中排名第671位。
勒兰西位于塞纳-圣但尼省中东部，巴黎－斯特拉斯堡铁路北侧，是一个区域性的政治中心，因其境内的大片中产阶级居民区而闻名，被称为“小讷伊”。

## 地名来源
“Raincy”一名最初于公元1238年以“Rinsiacum”的形式被记载，该名称可能来源于拉丁语单词“reincendere”，意为“再次焚烧”，引申含义为“焚烧树林后新开辟的田地”，可能与当地该地的农业生产活动有关。

## 历史

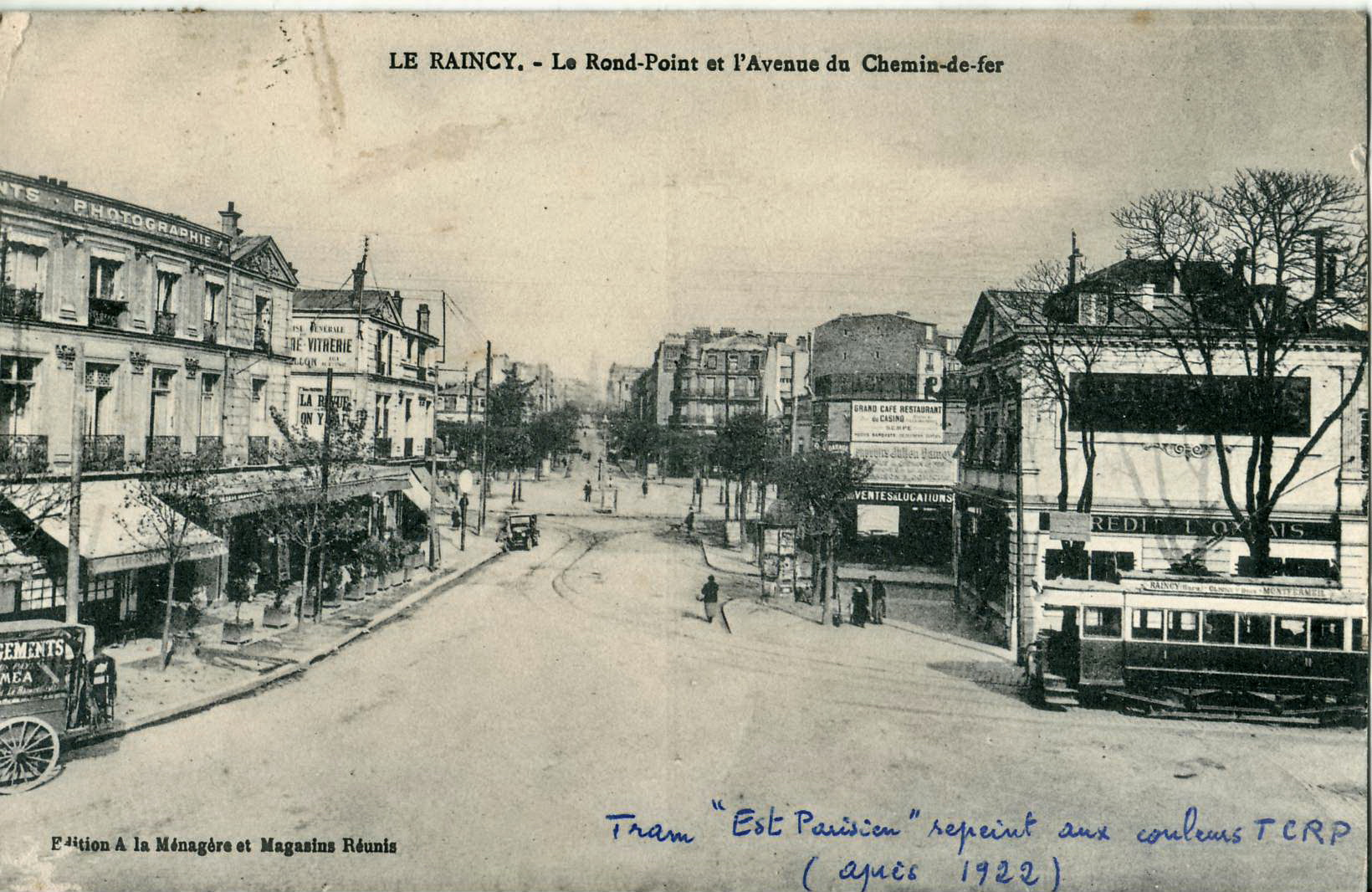
20世纪初的勒兰西镇中心

勒兰西成立于1869年5月20日，由利夫里以及蒙费梅伊和加尼的部分区域组建合并而成。在此之前，勒兰西所在地区长期为邦迪领主的领地，17世纪时法兰西王国财政大臣雅克·博尔迪埃曾购下了该地的一块区域并修建了勒兰西城堡，该城堡于1769年被奥尔良公爵路易-菲利普一世以100万法郎的价格收购，但他最终仅支付了76万。法国大革命后，路易-菲利普一世之子路易-菲利普二世被处死，勒兰西城堡随之废弃，后被普鲁士军队占领烧毁，残余部分于1819年被拆除。19世纪末，随着铁路的建成及工业革命的推进，勒兰西人口数量有所增加。当地出现了多处独立居民建筑，形成了中产阶级社区，勒兰西也因此被称为“小讷伊”。连接勒兰西和蒙费梅伊之间的有轨电车于1890年建成，后于1938年拆除。第一次世界大战期间，法国将军米歇尔·约瑟夫·莫努里曾在勒兰西建立了一处临时指挥中心。1923年，勒兰西境内建成了一座圣母教堂。1962年，勒兰西被设立为塞纳-瓦兹省的一个副省会，下辖勒兰西区。1964年，塞纳-瓦兹省被撤销，勒兰西及勒兰西区被划入新成立的塞纳-圣但尼省境内。

## 地理

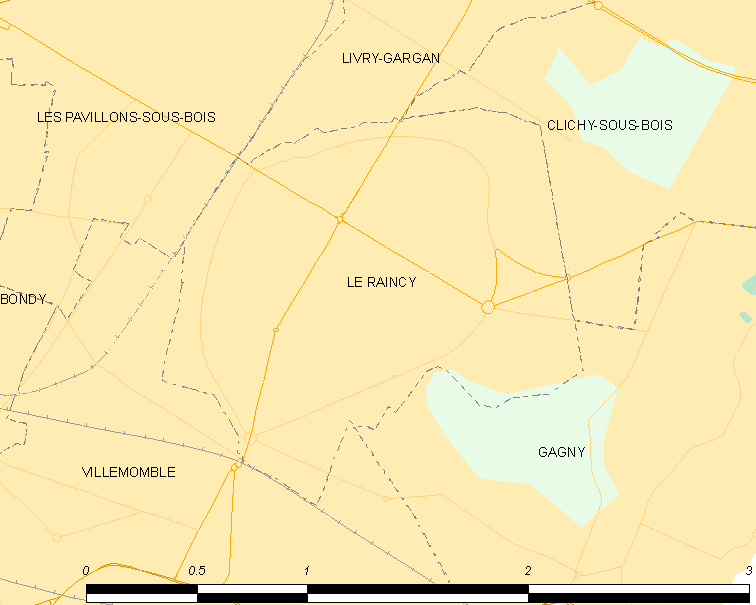
勒兰西市镇范围地图

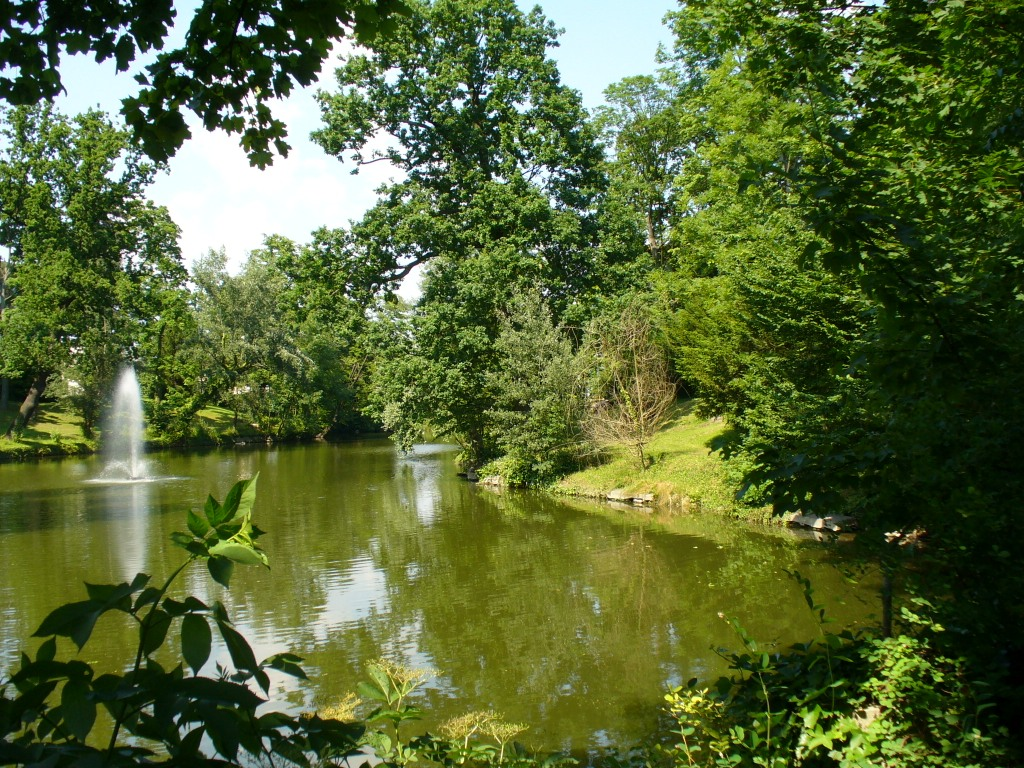
阿尔贝特·施韦泽高级中学内的湖泊

勒兰西位于法国中北部，法兰西岛大区中北部和塞纳-圣但尼省中东部，距离省会博比尼大约8公里。与勒兰西接壤的市镇包括：利夫里加尔冈、克利希苏布瓦、加尼、莱帕维永苏布瓦、维勒蒙布勒。

### 地形
勒兰西位于巴黎盆地腹地，境内以平原和缓丘为主，市镇中心地势较为平坦，整体自西南向东北部略有抬升，全境海拔在51到114米之间。

### 水文
勒兰西位于塞纳河流域范围内，当地的阿尔贝特·施韦泽高级中学内有一处人工湖泊，除此之外当地无大型地表水域。

### 植被
勒兰西属于温带阔叶混交林区，林地散落分布于市镇范围内的多个街区。
在鲜花城市的评比中，勒兰西暂未被评级。

### 气候
勒兰西在柯本气候分类法中属于温带海洋性气候。
距离勒兰西最近的常年气象站位于马恩河畔讷伊境内，以下为该气象站的数据（其中日照数据取自勒布尔歇）：
| 马恩河畔讷伊 1981年－2019年 | 马恩河畔讷伊 1981年－2019年 | 马恩河畔讷伊 1981年－2019年 | 马恩河畔讷伊 1981年－2019年 | 马恩河畔讷伊 1981年－2019年 | 马恩河畔讷伊 1981年－2019年 | 马恩河畔讷伊 1981年－2019年 | 马恩河畔讷伊 1981年－2019年 | 马恩河畔讷伊 1981年－2019年 | 马恩河畔讷伊 1981年－2019年 | 马恩河畔讷伊 1981年－2019年 | 马恩河畔讷伊 1981年－2019年 | 马恩河畔讷伊 1981年－2019年 | 马恩河畔讷伊 1981年－2019年 |
| 月份                        | 1月                         | 2月                         | 3月                         | 4月                         | 5月                         | 6月                         | 7月                         | 8月                         | 9月                         | 10月                        | 11月                        | 12月                        | 全年                        |
| --------------------------- | --------------------------- | --------------------------- | --------------------------- | --------------------------- | --------------------------- | --------------------------- | --------------------------- | --------------------------- | --------------------------- | --------------------------- | --------------------------- | --------------------------- | --------------------------- |
| 历史最高温 °C（°F）         | 16.6 (61.9)                 | 20 (68)                     | 25 (77)                     | 29.9 (85.8)                 | 33.1 (91.6)                 | 38.3 (100.9)                | 39.5 (103.1)                | 40.5 (104.9)                | 34.3 (93.7)                 | 29.7 (85.5)                 | 22.5 (72.5)                 | 18 (64)                     | 40.5 (104.9)                |
| 平均高温 °C（°F）           | 7.3 (45.1)                  | 8.5 (47.3)                  | 12.5 (54.5)                 | 15.9 (60.6)                 | 20 (68)                     | 23.2 (73.8)                 | 25.8 (78.4)                 | 25.5 (77.9)                 | 21.6 (70.9)                 | 16.7 (62.1)                 | 11 (52)                     | 7.7 (45.9)                  | 16.3 (61.3)                 |
| 日均气温 °C（°F）           | 4.5 (40.1)                  | 5 (41)                      | 8.3 (46.9)                  | 10.9 (51.6)                 | 14.9 (58.8)                 | 18 (64)                     | 20.4 (68.7)                 | 20 (68)                     | 16.4 (61.5)                 | 12.5 (54.5)                 | 7.8 (46.0)                  | 5.1 (41.2)                  | 12 (54)                     |
| 平均低温 °C（°F）           | 1.7 (35.1)                  | 1.5 (34.7)                  | 4 (39)                      | 6 (43)                      | 9.9 (49.8)                  | 12.9 (55.2)                 | 15 (59)                     | 14.5 (58.1)                 | 11.2 (52.2)                 | 8.3 (46.9)                  | 4.6 (40.3)                  | 2.5 (36.5)                  | 7.7 (45.9)                  |
| 历史最低温 °C（°F）         | −17 (1)                     | −12.5 (9.5)                 | −9.5 (14.9)                 | −3.2 (26.2)                 | 0.5 (32.9)                  | 4 (39)                      | 7.5 (45.5)                  | 5 (41)                      | 1.5 (34.7)                  | −4.5 (23.9)                 | −8.7 (16.3)                 | −8.9 (16.0)                 | −17 (1)                     |
| 平均降水量 mm（）           | 59.2 (2.33)                 | 48.1 (1.89)                 | 53.8 (2.12)                 | 53.5 (2.11)                 | 66 (2.6)                    | 58.8 (2.31)                 | 62 (2.4)                    | 57.6 (2.27)                 | 53.4 (2.10)                 | 66.3 (2.61)                 | 58.1 (2.29)                 | 69 (2.7)                    | 705.8 (27.79)               |
| 月均日照時數                | 62                          | 75.1                        | 125                         | 165.8                       | 193.3                       | 206.9                       | 215.7                       | 206.2                       | 160.2                       | 111.2                       | 65.1                        | 50.8                        | 1,637.3                     |
| 来源：infoclimat.fr         |                             |                             |                             |                             |                             |                             |                             |                             |                             |                             |                             |                             |                             |

## 行政区划
勒兰西的市镇编号为93062，邮政编号为93340。
在行政管理方面，勒兰西隶属于法国法兰西岛大区塞纳-圣但尼省，同时也是该省的一个副省会，下属勒兰西区；在地方选举方面，勒兰西隶属于维勒蒙布勒县，其市镇范围全境被划入塞纳-圣但尼省第十二选区；在社会管理方面，勒兰西是大巴黎都会区和大巴黎-大东部公共土地管理局的组成部分。
法国国家统计与经济研究所（简称）在进行数据统计时，将勒兰西及相邻的另外428个市镇设为巴黎城市核心区（2020年扩充至431个），并将包括核心区在内的周边共1,794个市镇划为巴黎城市区。自2020年起，巴黎城市区被包含1,949个市镇的巴黎城市辐射区代替。此外，还将勒兰西市镇分为了6个“块区”（IRIS），以便于统计人口分布情况。

## 交通

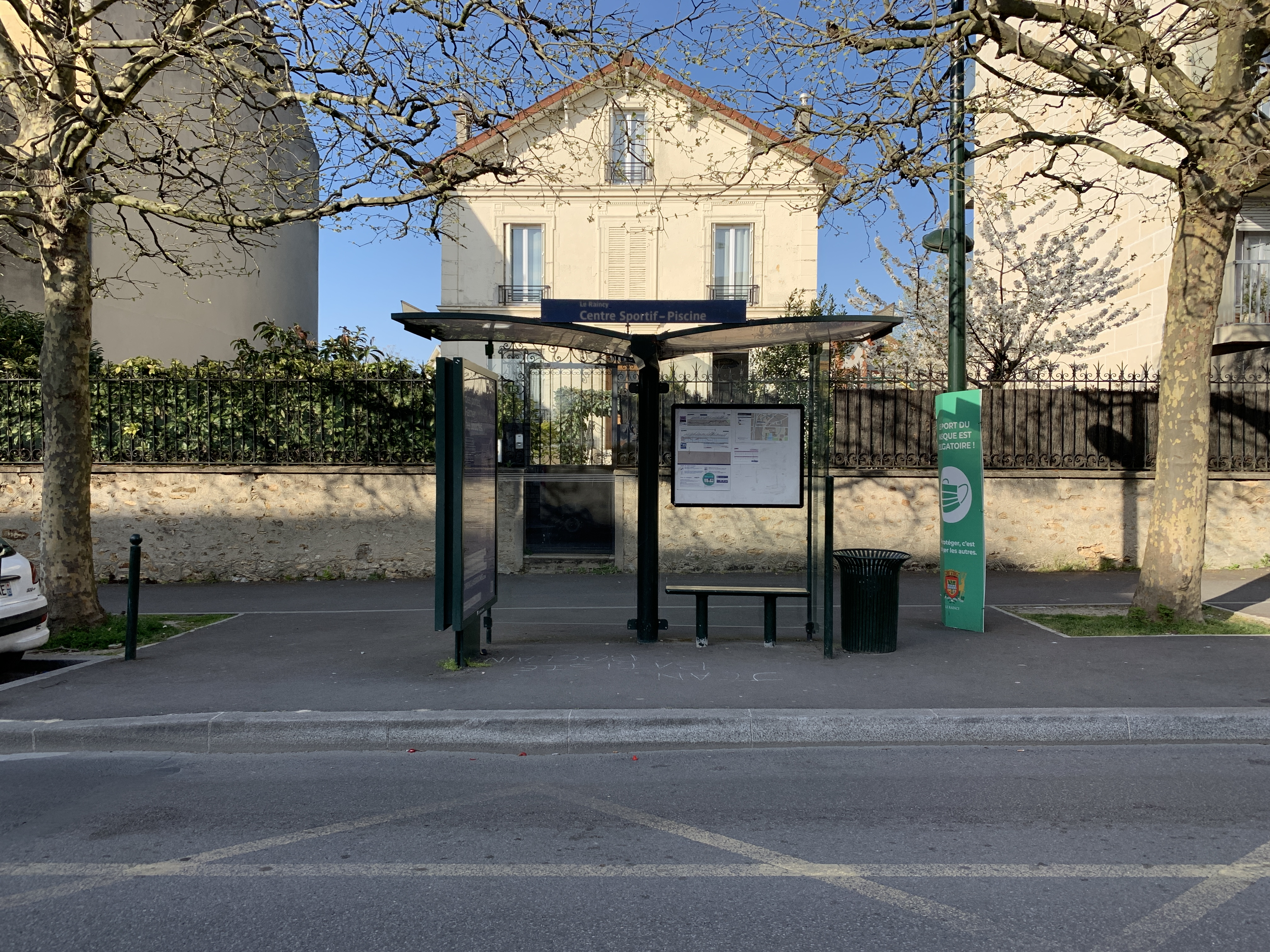
勒兰西市中心的“体育中心-游泳池”公交车站

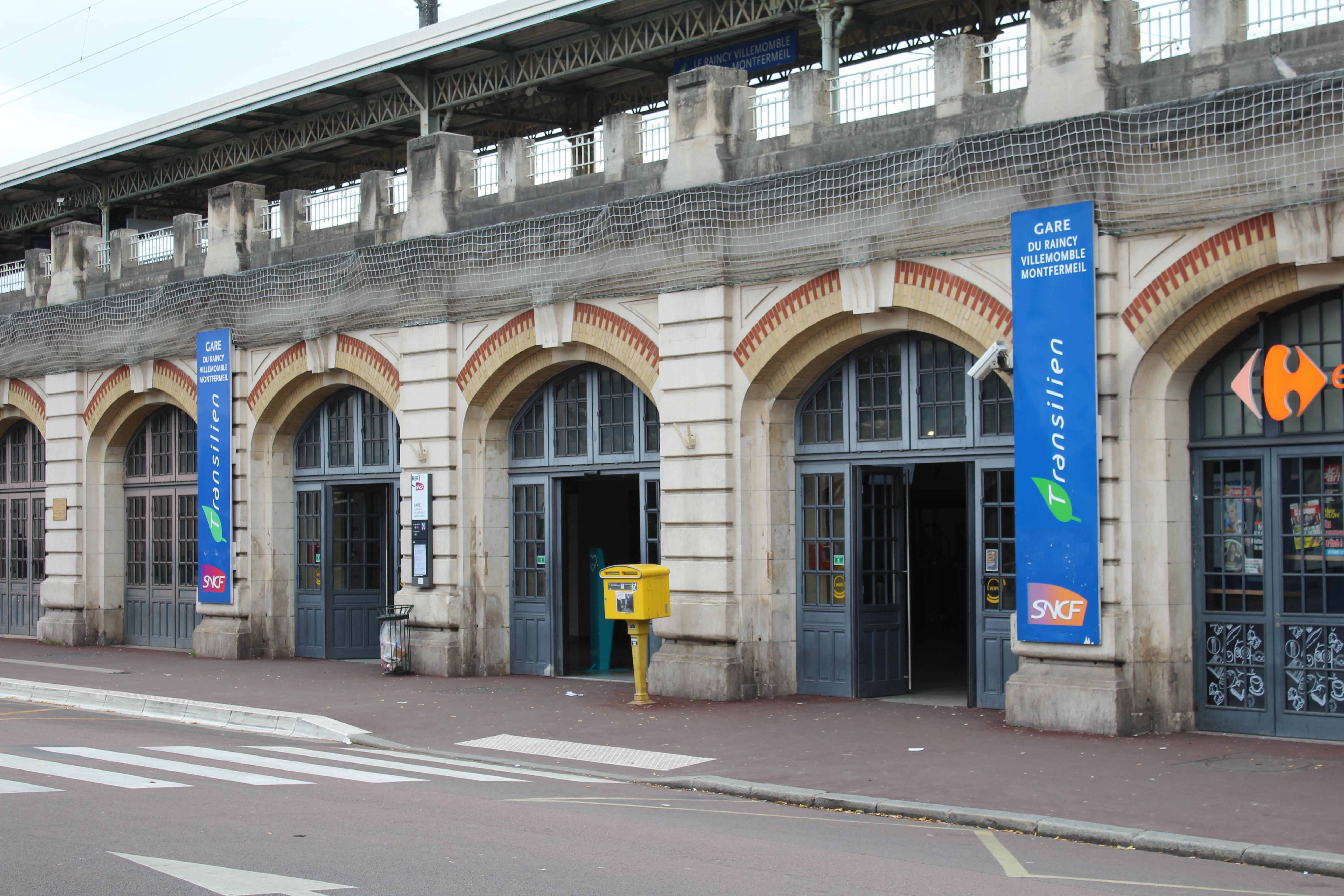
勒兰西-维勒蒙布勒-蒙费梅伊站

### 公路
塞纳-圣但尼省省道D116线和D117线在勒兰西镇中心十字交汇，现为其城市主干线。勒兰西境内的大部分道路已完成城市化改造，建有照明、排水、人行道等设施。
| 3 | 4.5 |

| 14 | 5.2 |

| 博比尼 | 7 |

| 邦迪 | 4 |

| 谢勒 | 7 |

| 利夫里加尔冈 | 3 |

| 欧奈苏布瓦 | 5 |

| 维勒蒙布勒 | 2 |

2019年，67.1%的勒兰西家庭拥有至少一辆私人汽车。2019年，勒兰西境内共发生各类交通事故19起，造成21人受伤。

### 铁路
勒兰西位于巴黎－斯特拉斯堡铁路线北侧。勒兰西-维勒蒙布勒-蒙费梅伊站位于市区最南端，注册地址位于维勒蒙布勒境内，该站停靠法兰西岛大区快铁E线。

### 航空
距离勒兰西最近的民用航空站为巴黎戴高乐机场，距离勒兰西市中心的公路里程约17公里。

### 城市公共交通
法兰西岛大区快铁E线的谢勒支线经过勒兰西最南端，并设有勒兰西-维勒蒙布勒-蒙费梅伊站。此外，巴黎公交146路和塞纳-圣但尼省城际客运602路、603路、605路以及法兰西岛夜班车N140线亦经过勒兰西境内。
| 途经勒兰西境内的主要公共交通线路 |                                    | |
| 类型                             | 运营商                             | 线路 |
| 大区快铁                         |                                    | ：奥斯曼圣拉扎尔站 ↔ 罗萨·帕克斯站 ↔ 努瓦西勒塞克站 ↔ 勒兰西-维勒蒙布勒-蒙费梅伊站 ↔ 谢勒-古尔奈站 |
| 公共汽车                         | RATP                               | 146：快铁勒布尔热站 ↔ 博比尼-巴勃罗·毕加索 ↔ 邦迪桥 ↔ 奥古斯特·波利萨尔 ↔ 威尔逊总统-市政府 ↔ 莱帕维永苏布瓦 ↔ 体育中心-游泳池 ↔ 梯也尔环岛 ↔ 共和国-马克思·多尔穆瓦 ↔ 莱昂·布吕姆 ↔ 市政府-城堡 ↔ 栗园 ↔ 蒙费梅伊-花坛 |
| 公共汽车                         | transdev TRA 塞纳-圣但尼省城际客运 | 602：勒兰西-维勒蒙布勒-蒙费梅伊火车站 ↔ 甘必大 ↔ 梯也尔环岛 ↔ 高原 ↔ 神庙 ↔ 七岛 ↔ 天使圣母 ↔ 城堡 ↔ 蒙费梅伊医院 ↔ 科学环岛 ↔ 科罗 603：勒兰西-维勒蒙布勒-蒙费梅伊火车站 ↔ 甘必大 ↔ 梯也尔环岛 ↔ 高原 ↔ 神庙 ↔ 七岛 ↔ 罗曼·罗兰 ↔ 克利希苏布瓦市政府 ↔ 栗园 ↔ 库布龙市政府 ↔ 河源街 ↔ 科罗 605：欧奈苏布瓦火车站 ↔ 热拉尔·菲利普 ↔ 让·泽高级中学 ↔ 塞夫朗-利夫里火车站 ↔ 利夫里加尔冈市政府 ↔ 梯也尔环岛 ↔ 甘必大 ↔ 勒兰西-维勒蒙布勒-蒙费梅伊火车站 |
| 公共汽车                         | (N)                                | N45：巴黎东站 ↔ 庞坦教堂 ↔ 博比尼-巴勃罗·毕加索 ↔ 邦迪桥 ↔ 奥古斯特·波利萨尔 ↔ 威尔逊总统-市政府 ↔ 莱帕维永苏布瓦 ↔ 体育中心-游泳池 ↔ 梯也尔环岛 ↔ 共和国-马克思·多尔穆瓦 ↔ 莱昂·布吕姆 ↔ 加加林 ↔ 栗园 ↔ 蒙费梅伊-花坛 |
| 1.                               |                                    | |

## 政治

### 市政内阁

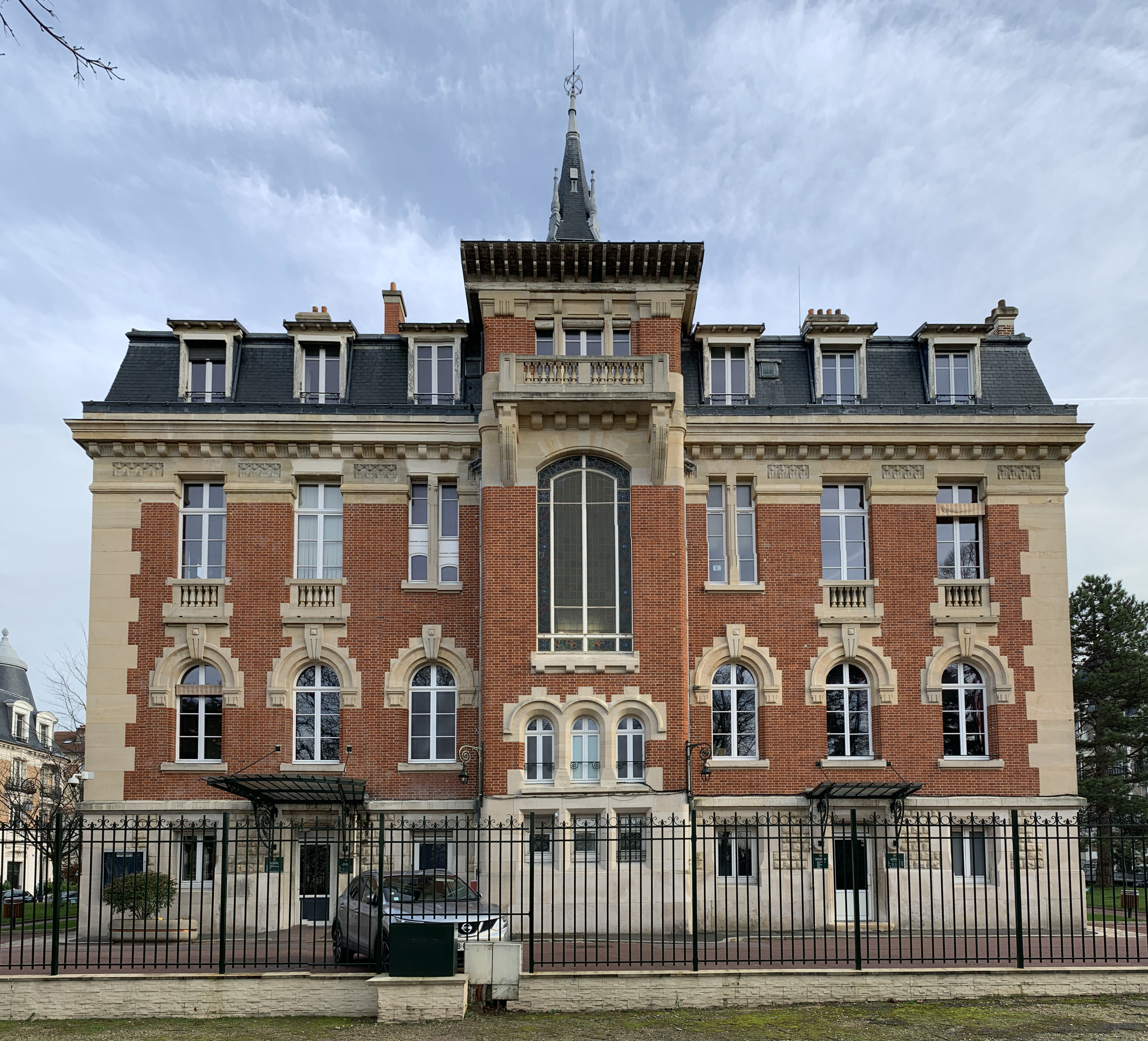
勒兰西市政厅

勒兰西的现任市长为让-米歇尔·热内斯捷先生（Jean-Michel GENESTIER），他是民主人士和独立人士联盟的一名成员，在2020年的市政选举中获得了50.33%的支持率。
| 勒兰西历届市长 | 勒兰西历届市长                           | 勒兰西历届市长                               |
| 任期           | 市长                                     | 党派                                         |
| -------------- | ---------------------------------------- | -------------------------------------------- |
| 1944年－1945年 | Vital CAZIN 维塔尔·卡赞                  | 不详                                         |
| 1945年－1947年 | René COGNÉ 勒内·科涅                     | 不详                                         |
| 1947年－1968年 | Marcel COLSON 马塞尔·科尔松              | DVD右翼无党派人士                            |
| 1968年－1976年 | Lucien DOUDEY 吕西安·杜代                | DVD右翼无党派人士                            |
| 1976年－1995年 | Raymond MÈGE 雷蒙·梅热                   | UDF法国民主联盟                              |
| 1995年－2014年 | Éric RAOULT 埃里克·拉乌尔                | RPR保衛共和聯盟 →UMP人民运动联盟             |
| 2014年－       | Jean-Michel GENESTIER 让-米歇尔·热内斯捷 | DVD右翼无党派人士 →UDI民主人士和独立人士联盟 |

### 各级选举
| 勒兰西历届投票选举结果 | 勒兰西历届投票选举结果  | 勒兰西历届投票选举结果 | 勒兰西历届投票选举结果 | 勒兰西历届投票选举结果       | 勒兰西历届投票选举结果 | 勒兰西历届投票选举结果 | 勒兰西历届投票选举结果       | 勒兰西历届投票选举结果 | 勒兰西历届投票选举结果 |
| 选举项目               | 选举范围                | 选区单位               | 选区单位内的选举结果   | 选区单位内的选举结果         | 选区单位内的选举结果   | 选区单位内的选举结果   | 选区单位内的选举结果         | 选区单位内的选举结果   | 参考资料               |
| 选举项目               | 选举范围                | 选区单位               | 第一轮胜出者           | 第一轮胜出者                 | 支持率                 | 第二轮胜出者           | 第二轮胜出者                 | 支持率                 | 参考资料               |
| ---------------------- | ----------------------- | ---------------------- | ---------------------- | ---------------------------- | ---------------------- | ---------------------- | ---------------------------- | ---------------------- | ---------------------- |
| 2017年法國總統選舉     | 法國                    | 市镇                   |                        | 弗朗索瓦·菲永                | 34.41%                 |                        | 埃马纽埃尔·马克龙            | 78.13%                 | [ 25 ]                 |
| 2017年法国立法选举     | 塞纳-圣但尼省第十二选区 | 市镇                   |                        | 斯特凡纳·泰斯泰              | 39.96%                 |                        | 吕多维克·托罗                | 50.02%                 | [ 25 ]                 |
| 2019年欧洲议会选举     | 法國                    | 市镇                   |                        | 纳塔莉·卢瓦索                | 29.68%                 | （不适用）             | （不适用）                   | （不适用）             | [ 27 ]                 |
| 2021年法国省级选举     | 塞纳-圣但尼省           | 县                     |                        | 让-米歇尔·布吕托 米谢勒·舒莱 | 29.37%                 |                        | 让-米歇尔·布吕托 米谢勒·舒莱 | 60.92%                 | [ 28 ]                 |
| 2021年法国省级选举     | 塞纳-圣但尼省           | 市镇                   |                        | 让-米歇尔·布吕托 米谢勒·舒莱 | 26.77%                 |                        | 让-米歇尔·布吕托 米谢勒·舒莱 | 69.37%                 | [ 28 ]                 |
| 2021年法国大区选举     | 法蘭西島大區            | 市镇                   |                        | 瓦莱丽·佩克雷斯              | 44.02%                 |                        | 瓦莱丽·佩克雷斯              | 55.06%                 | [ 29 ]                 |
| 2022年法国总统选举     | 法國                    | 市镇                   |                        | 埃马纽埃尔·马克龙            | 33.08%                 |                        | 埃马纽埃尔·马克龙            | 70.63%                 | [ 25 ]                 |
| 2022年法国立法选举     | 塞纳-圣但尼省第十二选区 | 市镇                   |                        | 斯特凡纳·泰斯泰              | 33.1%                  |                        | 斯特凡纳·泰斯泰              | 64.38%                 | [ 25 ]                 |

## 人口
2019年，勒兰西市镇人口数量为14,569，在法国排名第671位。其中男性6,773人，女性7,796人，75岁及以上人口占7.3%，外籍人口数量为2,395人，人口密度为6,504人/平方公里，当地居民被称为（男性）或（女性）。2020年，勒兰西境内出生212人，死亡人口100人。
| 勒兰西1901年－2019年人口变化情况 |
|                                  |
| 数据来源：Cassini、INSEE         |

## 经济

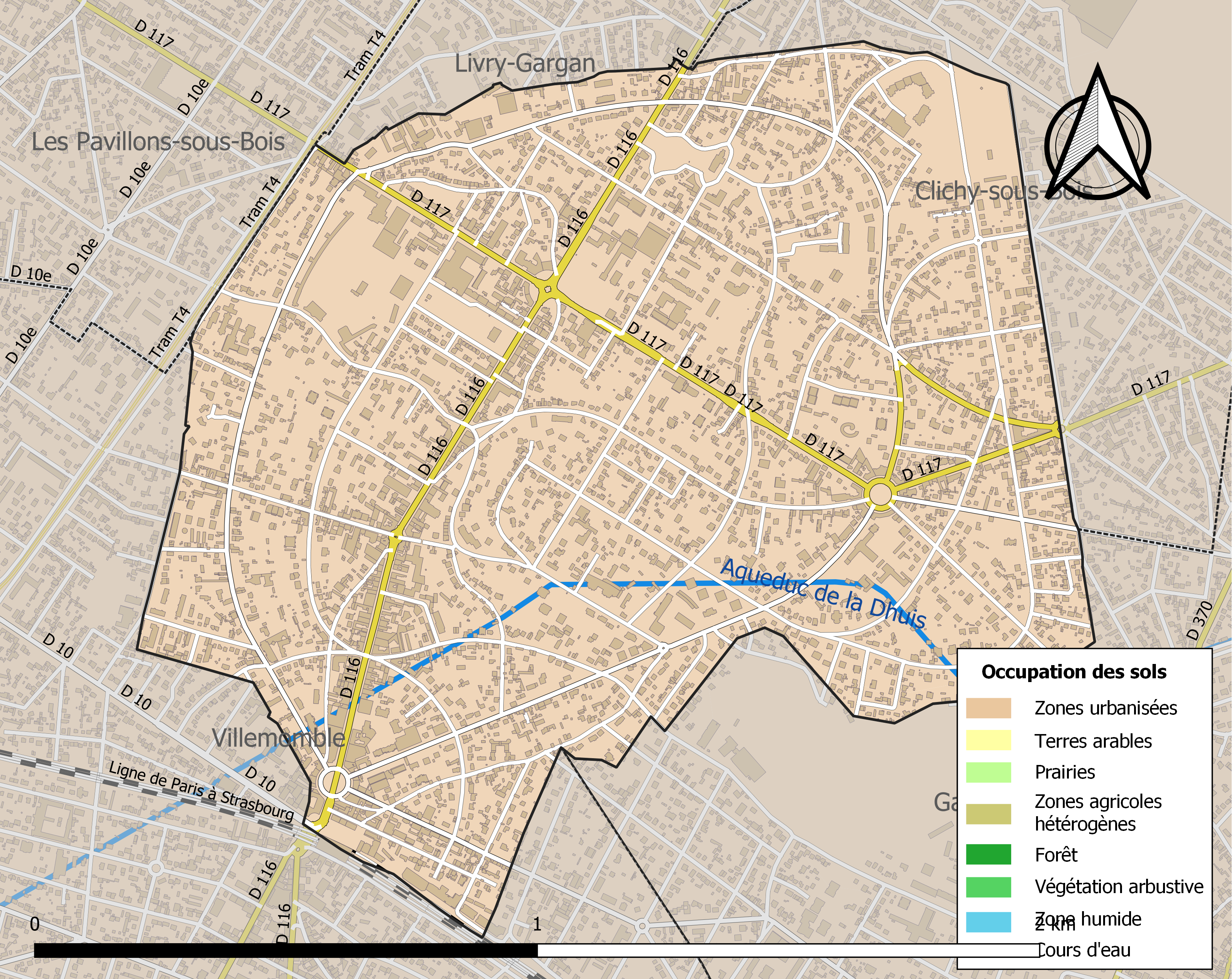
勒兰西土地利用情况地图

勒兰西是巴黎东北部的一个郊区卫星城。截止2022年10月，勒兰西市镇范围内共有各类用人单位（包含自雇）3,798家，平均历史为13年，其中99.8%为中小型企业（PME），2022年8月至10月间，当地的经济活力指数为0.97%。（装潢工程）、（外立面工程）及（建筑工程）是当地2021年营业额最高的三个企业，分别为37,687,853欧元、21,727,785欧元和18,976,803欧元。

## 财政与居民收入
2020年，勒兰西的财政收入总额为20,554,600欧元，财政支出总额为18,459,800欧元，当年的债务总额为2,032,370欧元。2021年，勒兰西市镇共获得1,679,392欧元的国家财政补助，比上一年减少了1.59%。
2020年，勒兰西的人均月收入总额为3,131欧元，其中高级职员为4,659欧元，高于法国平均水平（4,230欧元）；中级职员为2,689欧元，高于法国平均水平（2,411欧元）；普通职员为1,992欧元，亦高于法国平均水平（1,740欧元）。
2019年，勒兰西境内的青壮年（15至64岁）失业率为11.3%，当地65%的家庭拥有纳税资格，平均纳税7,332欧元，高于法国平均水平（3,910欧元）。

## 社会事务

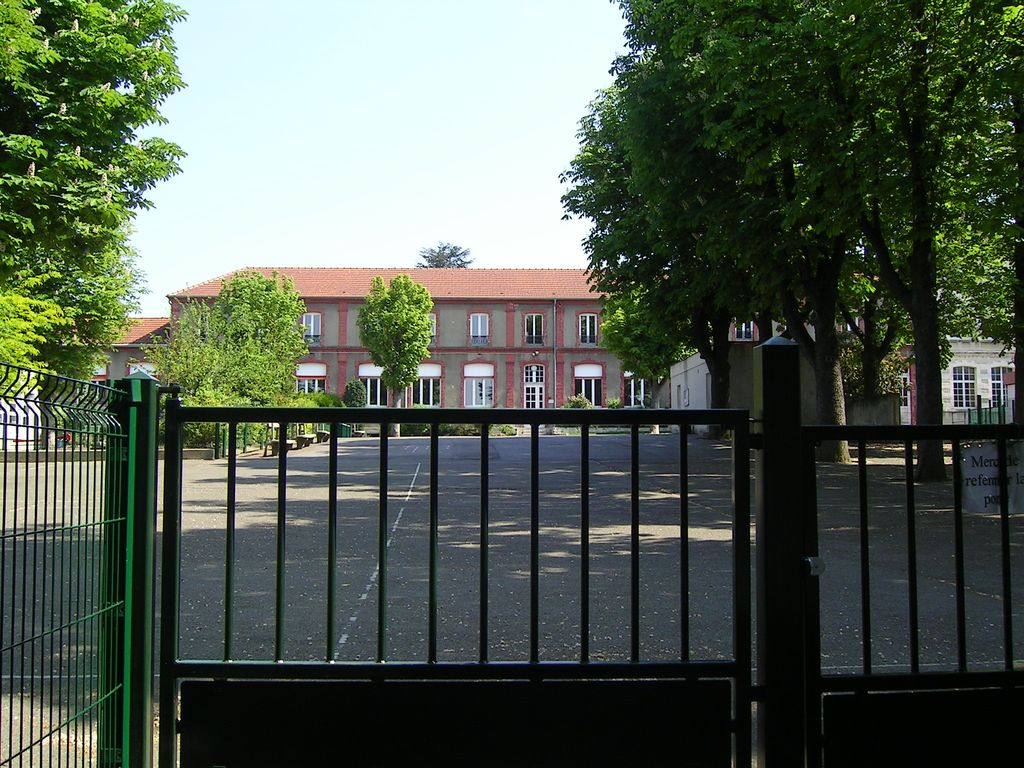
勒兰西的一所学校

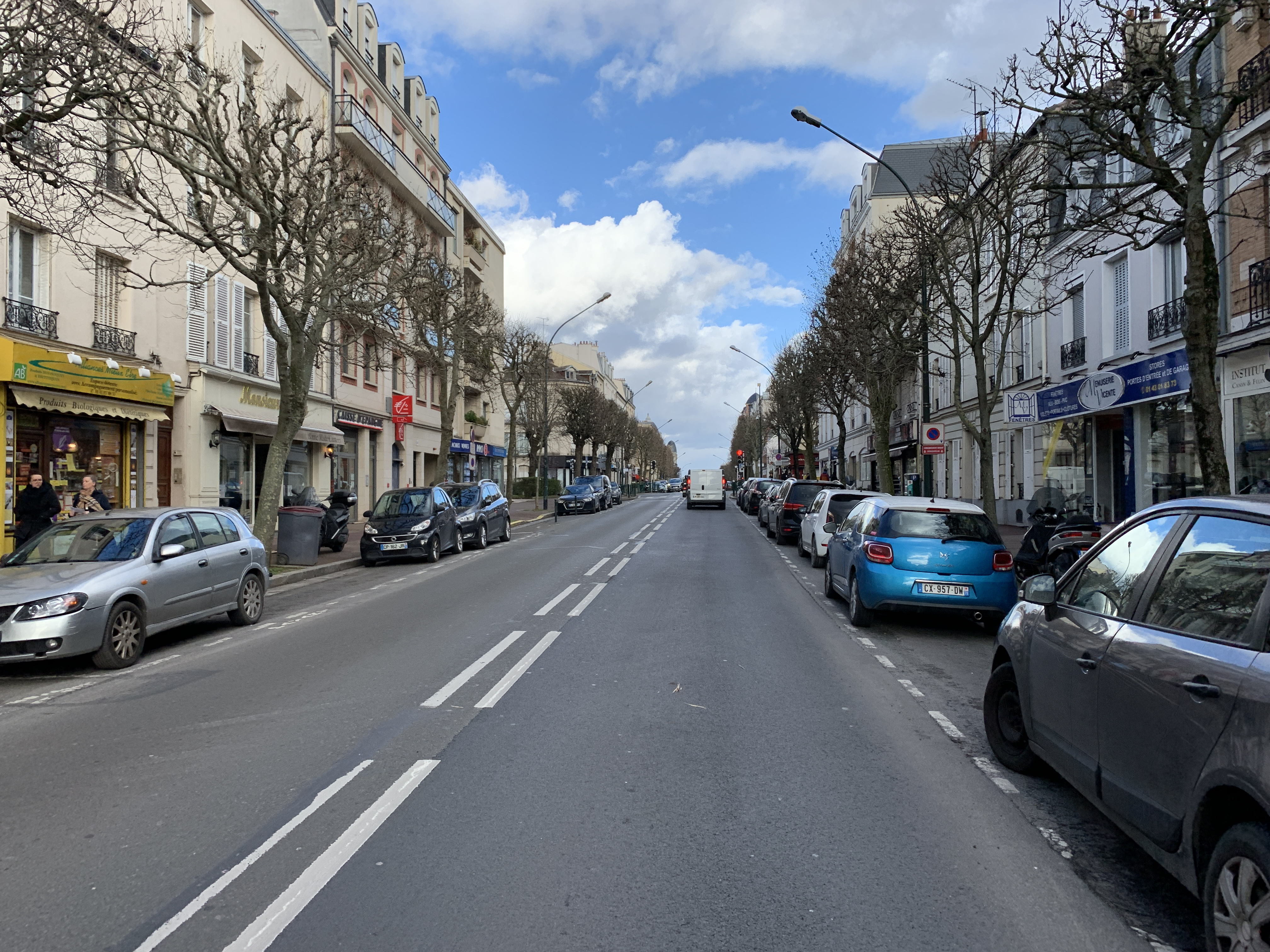
抵抗运动大街 (勒兰西)

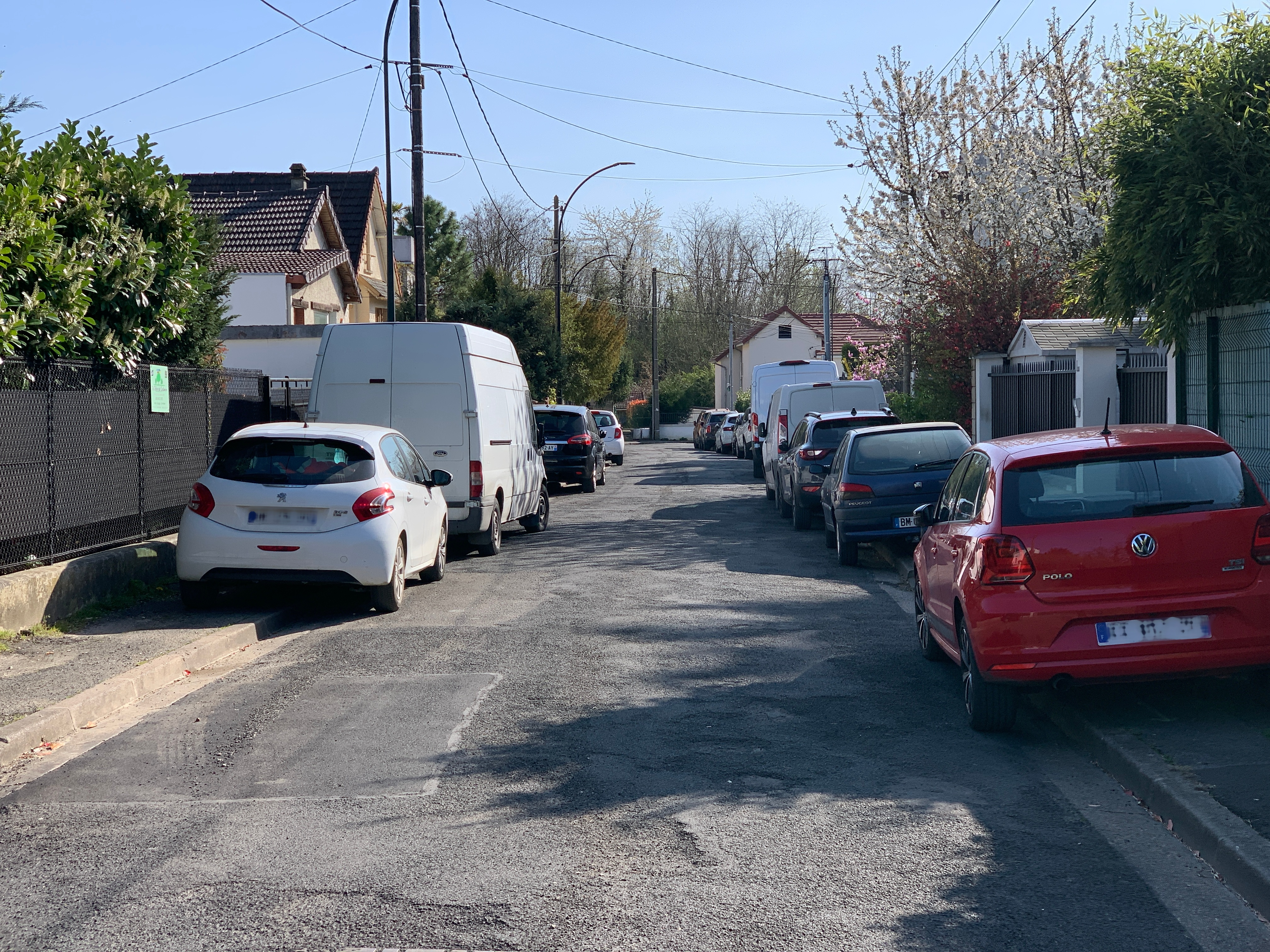
新街附近的居民区

### 教育
勒兰西属于克雷泰伊学区。截止2021年1月1日，勒兰西境内共有2所幼儿园、5所小学、5所初级中学、4所普通高中和1所职业高中，其中1所高中开设有大学校预科班。2018至2019学年度，勒兰西境内共有在校中等教育阶段学生3,947名。

### 医疗
截止2021年1月1日，勒兰西境内共有全科医生21名、保健师13名、牙医21名、护士9名、耳科医生4名、眼科医生3名、助产士2名、儿科医生4名和妇科医生3名。境内共有药房5家、残疾人帮扶中心3家。
勒兰西-蒙费梅伊市际医疗集团是法国的一个区域性医疗机构，也是大巴黎东北部公共医疗集团的成员，其主病区位于蒙费梅伊，距离勒兰西市区的正常车程在10分钟以内，该院设有床位427个，是当地规模最大的公立综合性医院。

### 住房
2019年，勒兰西境内共有各类住房7,332套，其中29.2%为独立式居民区，69.7%为集中式居民区。常住房屋占勒兰西市镇范围内居民建筑总量的90.5%。
在住房保障政策方面，2021年，勒兰西境内共有959户家庭获得了住房经济补助，受益人数占总人口数量的6.6%，其中931份为房租补助。

### 商业
2021年，勒兰西境内共有各类实体商铺433家，其中餐厅47家、大型超市5家、杂货店3家、面包房18家、肉铺5家、书店2家、装饰品店1家、银行门店12家、美容美发店20家、汽车维修店10家。市中心建有家乐福和Monoprix便民购物超市。

### 体育
2021年，勒兰西境内共有1家游泳池、4间体育馆、2座综合体育场和7处网球场。
截至2022年10月，勒兰西境内共有两家注册足球俱乐部。勒兰西足球俱乐部（Le Raincy Football Club，编号552176）是当地的代表性足球队，其主队2022至2023赛季参加塞纳-圣但尼足球联赛甲组（法国第九级别），其主场为市政球场（Stade Municipal）。

### 环境
勒兰西的环境事务由其所属的大巴黎都会区、塞纳-圣但尼省和大巴黎-大东部公共土地管理局等各级政府机构协调负责。2021年，勒兰西境内暂无污染企业。

### 治安
2020年，勒兰西警区（zone police de Le Raincy）累计记录各类案件2,791起，其中盗窃类案件1,479起，经济类案件245起，毒品交易类案件328起。

## 文化
2021年，勒兰西境内共有2家音乐厅。勒兰西市政府提供多媒体中心，每周二、三、五、六向公众开放。

### 建筑
勒兰西境内有多处历史建筑，镇中心的勒兰西圣母教堂建成于1923年，于1966年被列入法国国家文物保护单位。

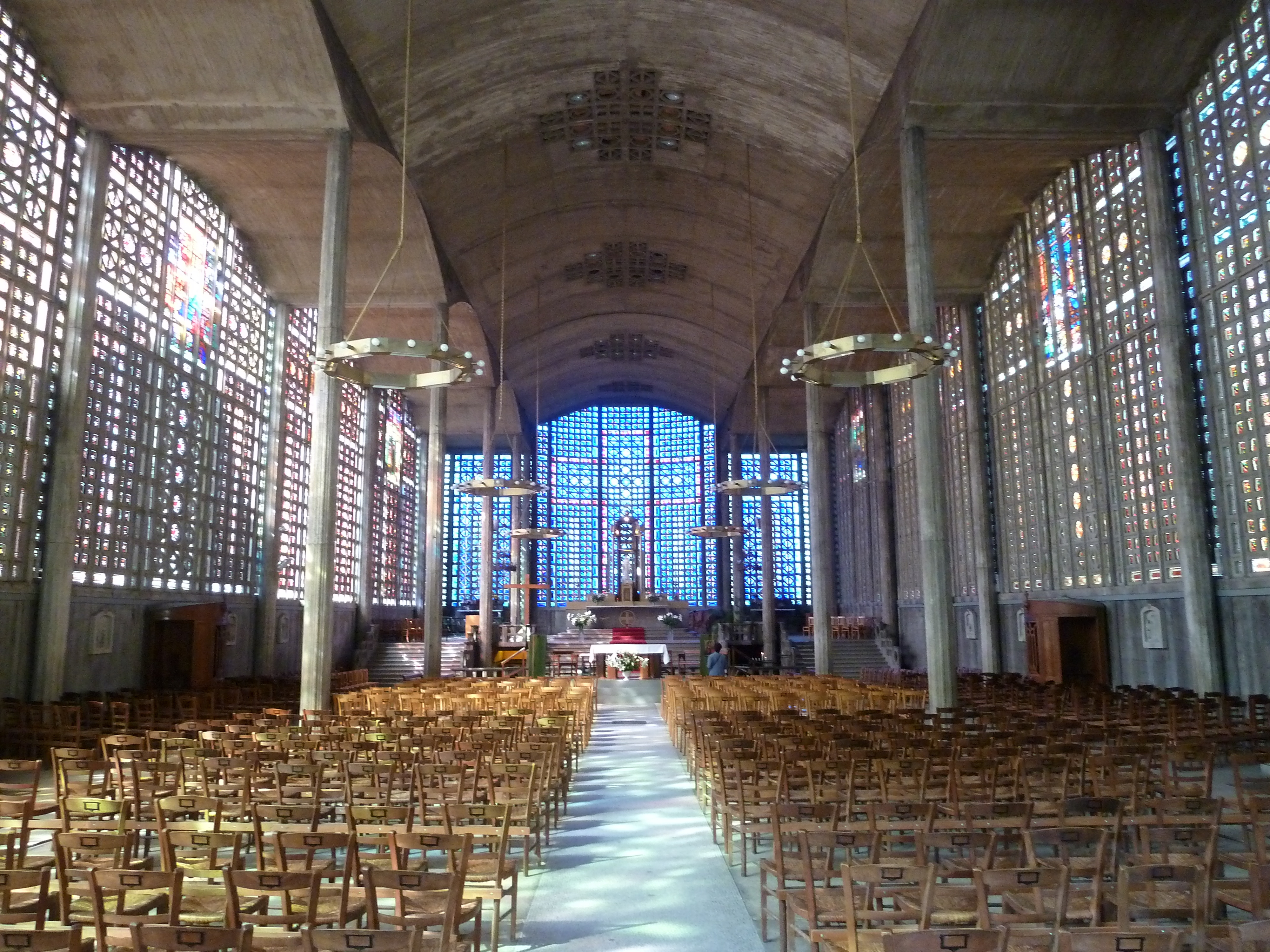
圣母教堂大厅
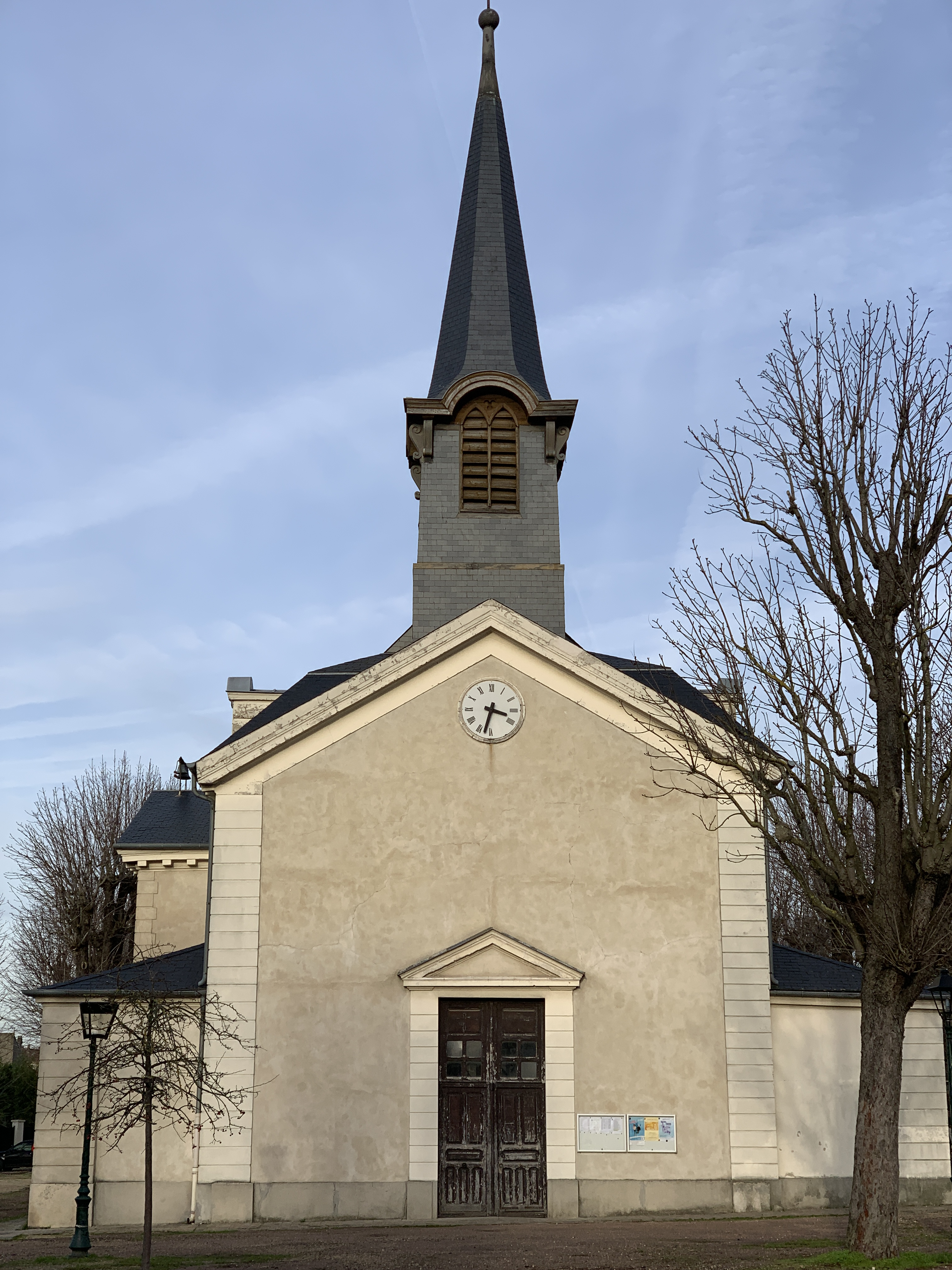
圣路易教堂（法语：Église Saint-Louis du Raincy）
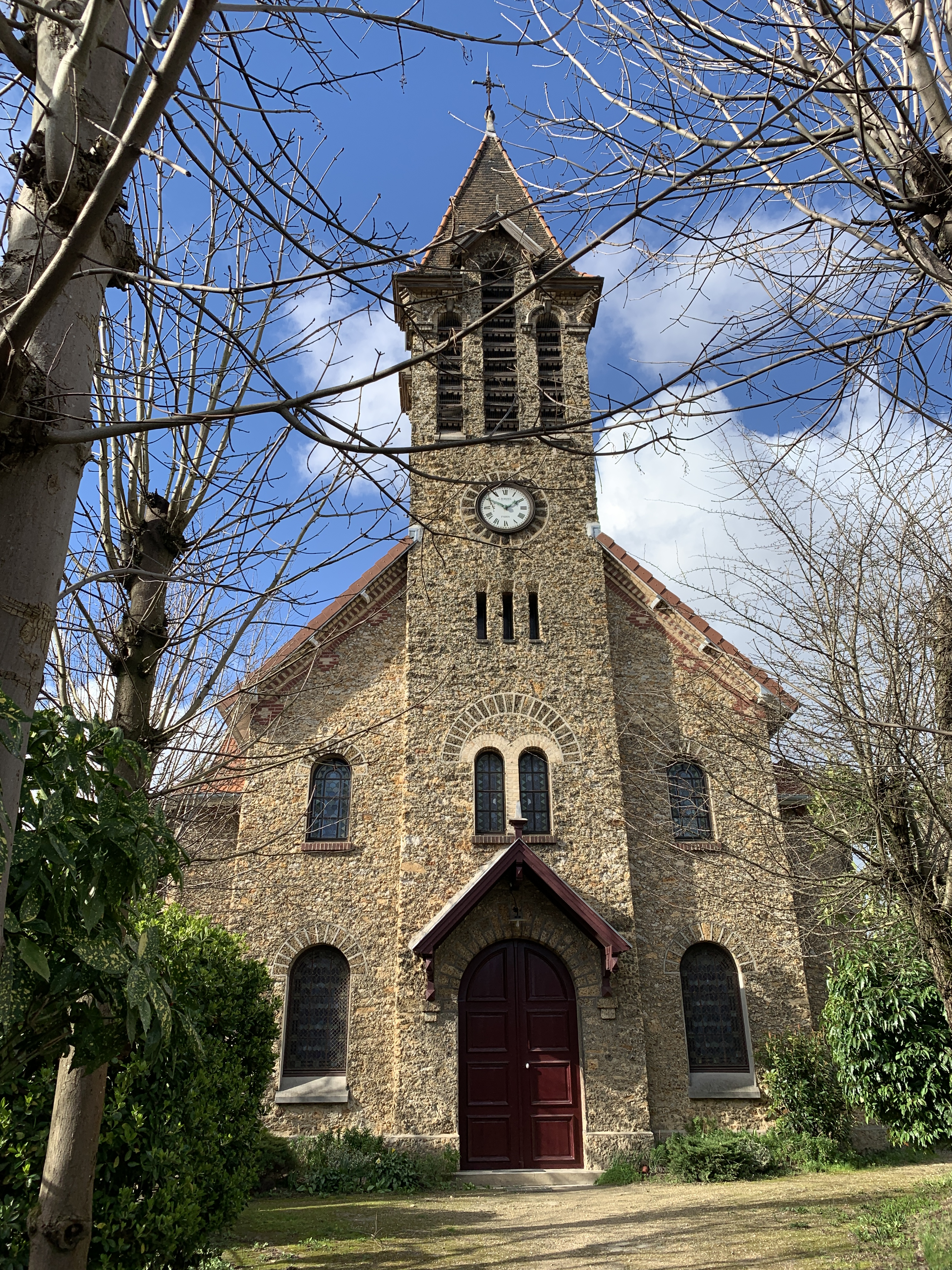
新教教堂（法语：Temple protestant du Raincy）
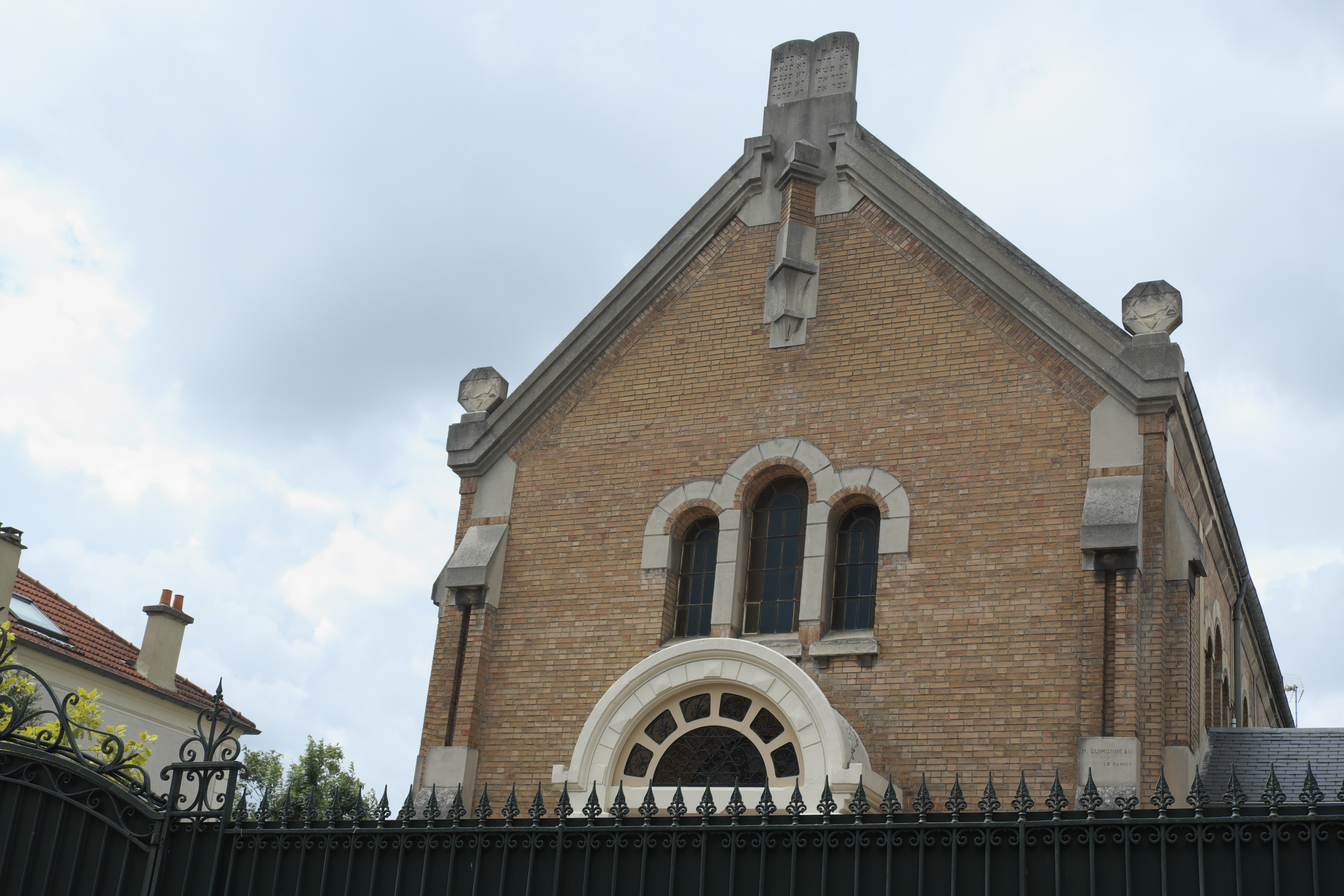
犹太教堂（德语：Synagoge (Le Raincy)）
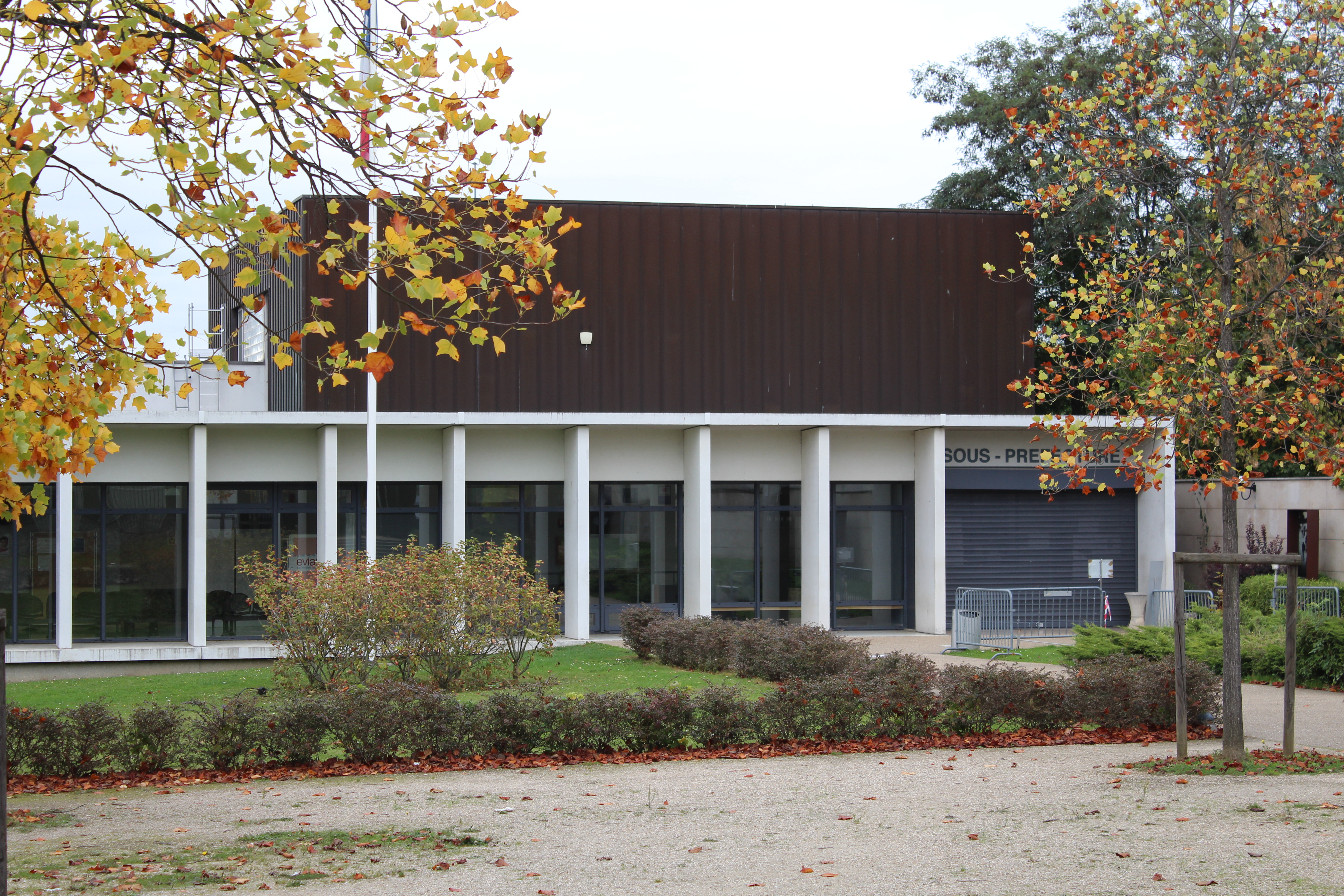
副省政府大楼
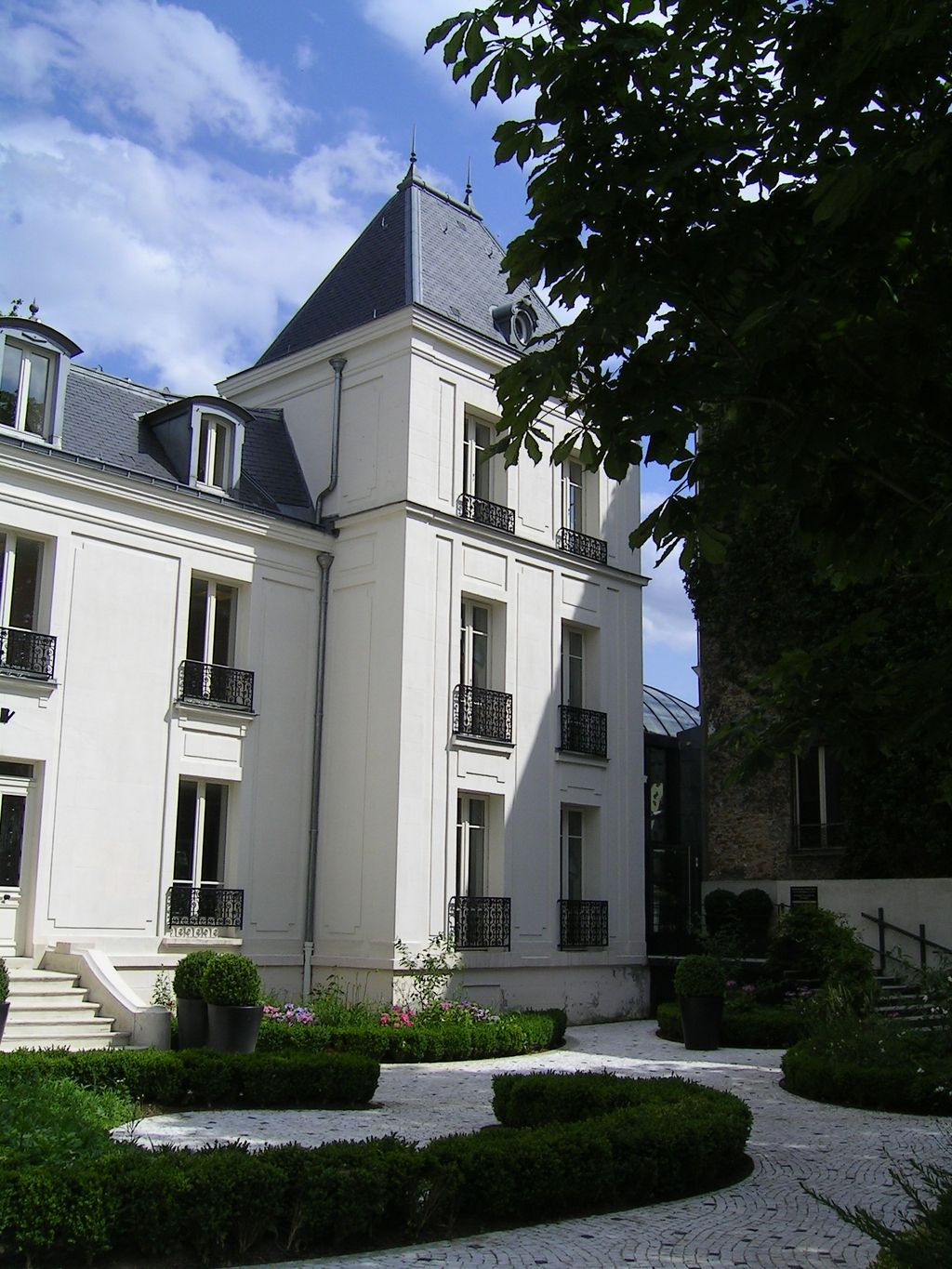
多媒体中心
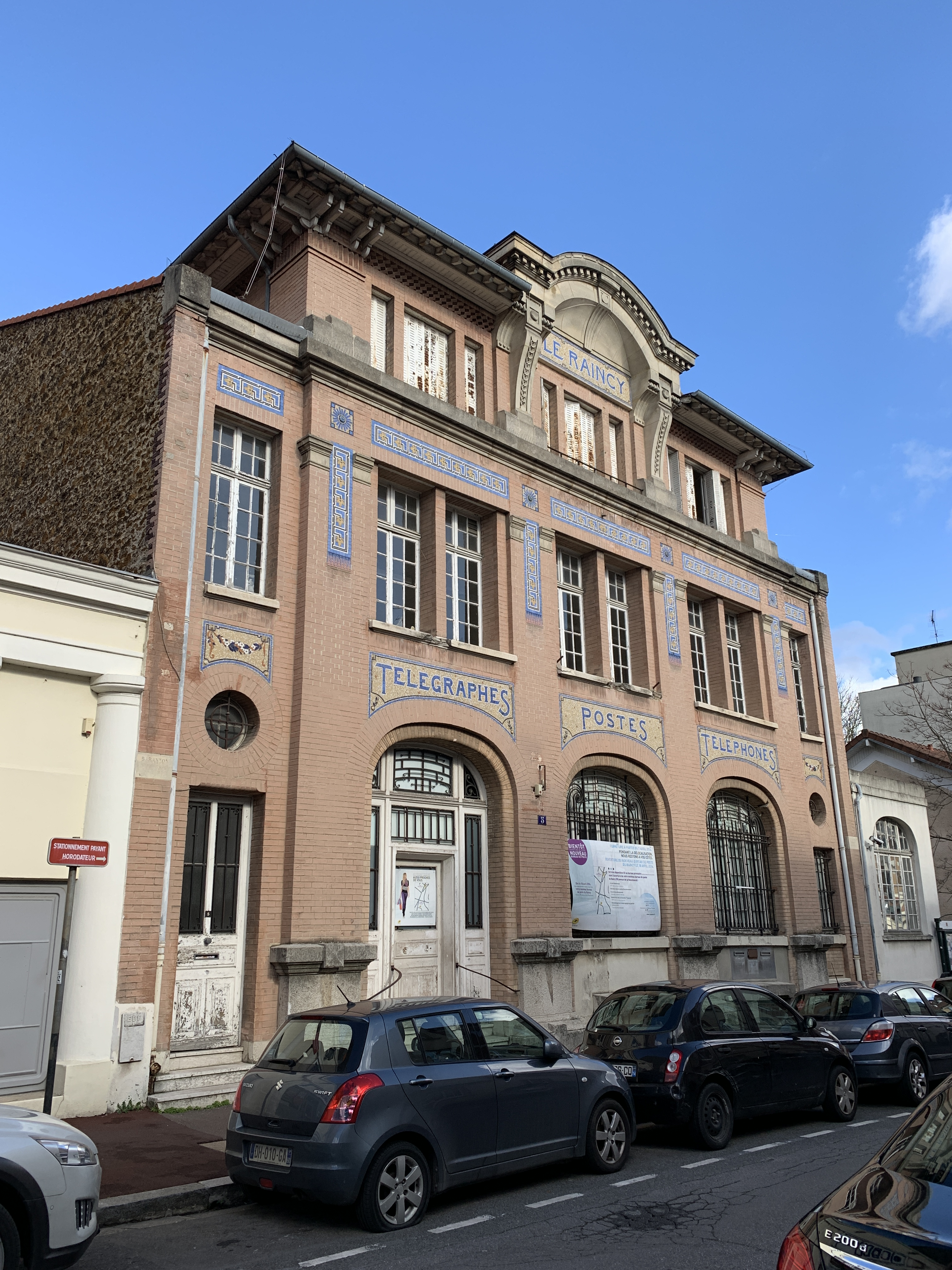
旧邮局
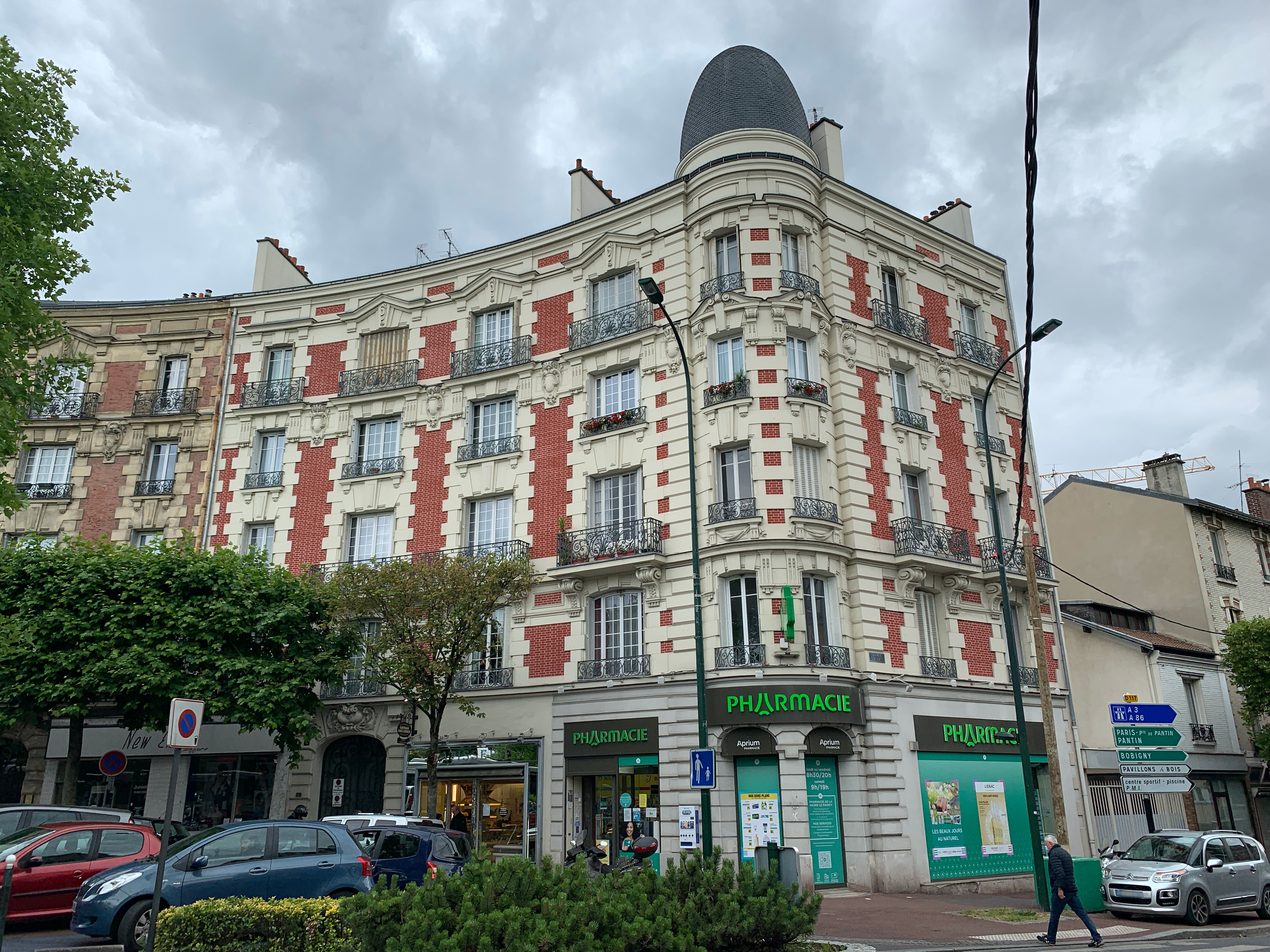
民居

### 旅游
勒兰西的旅游事务由其所属的大巴黎都会区联合各级政府协调负责。2022年，勒兰西境内暂无任何游客接待设施。

### 媒体
法国主要的媒体均可在勒兰西接收，法国电视三台下属的法兰西岛大区频道在部分时段播出勒兰西所属的塞纳-圣但尼省的地方新闻。《巴黎人报》、蓝色法兰西巴黎广播、BFM电视台法兰西岛频道等是当地主要的地方性媒体。

## 相关人物
法国化学家雅克·特雷富埃尔和情色电影演员马纽埃尔·费拉拉出生于勒兰西。

## 友好城市
截至2022年10月，勒兰西共与四座城市互为友好城市关系：
- 英格兰 芬奇利
- 義大利 克卢索内
- 葡萄牙 卡尔达斯达赖尼亚
- 以色列 亚夫内